# Poppius
Poppius är en prästsläkt från Finland. Släktens äldste kände stamfader hette Ericus Henrici och var född på 1550-talet. Han var kyrkoherde och dog i Uskela 1608. Räknat från Ericus Henrici hade släkten präster i sju generationer i följd.  
Den svenska grenens stamfader hette Gabriel Poppius. Han kallades genom kunglig utnämning till Stockholm och var justitieråd, president i Kommerskollegium och statsråd i Karl XIV Johans regering. Han var även direktör för Lantbruksakademien och tillägnades buskrosen Rosa Poppius. Han mottog Serafimerorden den 6 februari 1843.
Gabriels sonson Erik Gabriel Poppius var tullfiskal i Stockholm. Erik Gabriel hade sju barn, varav konstnären Minna Poppius gifte sig med flygbaronen Carl Cederström, agronomen Daniel Poppius var riksdagsman och Set Poppius grundade Poppius journalistskola.
Till en annan gren, som blev kvar i Finland, hörde poeten Abraham Poppius. 

## Släktträd

### Kända medlemmar av svenska grenen
- Gabriel Poppius (1769–1856), justitieråd, statsråd
  - Fredrik Gabriel Poppius (1810–1883)
    - Erik Gabriel Poppius (1840–1907), tullfiskal, sångare
      - Daniel Poppius (1882–1957), agronom, riksdagsman
        - Hans Poppius (1917–1986), ämbetsman, gift med
        - Ulla Poppius (1919-2017), studierektor, kanslichef, författare
          - Henrik Poppius (född 1954), civilingenjör, managementkonsult, författare och seglare

      - Minna Poppius (1883–1984), konstnär, gift med flygbaronen Carl Cederström (1867–1918)
      - Set Poppius (1885–1972), journalist, grundade Poppius journalistskola

  - Elisabeth ("Betty") Johanna Berzelius, född Poppius (1811–1884), gift med kemisten Jacob Berzelius (1779–1848)
  - Carl Daniel Poppius (1817–1883), häradshövding

### Kända medlemmar av finländska grenar
- Abraham Poppius (1793–1866), präst, skald, språkforskare
- Bertil Poppius (1876–1916), entomolog
- Håkan Poppius (1927–2019), läkare, professor
- Uolevi Poppius (1896–1978), generallöjtnant
- Vilhelm Gabriel Poppius (1867–1939), generaldirektör